# Newry, Mourne and Down
Newry, Mourne and Down (irisch Ceantar an Iúir, Mhúrn agus an Dúin) ist ein District in Nordirland. Er wurde am 1. April 2015 aus den Districts Newry and Mourne und Down sowie dem östlichen Teil von Banbridge gebildet. Verwaltet wird er durch das Newry, Mourne and Down District Council.

## Lage
Der neue District bedeckt den größten Teil des Südostens Nordirlands, einschließlich des Südteils des County Armagh und großen Teilen des County Down. Er umfasst die gesamte Mourne Mountains Area of Outstanding Natural Beauty und besitzt eine ausgedehnte Küstenlinie vom Strangford Lough bis zum Carlingford Lough. Er grenzt außerdem an die irischen Grafschaften County Louth und County Monaghan. Es gibt dort 120.095 Stimmberechtigte. Der Name wurde am 17. September 2008 festgelegt.

## Verwaltung
Das Newry, Mourne and Down District Council ersetzte das Newry and Mourne District Council und das Down District Council. Die ersten Wahlen für das District Council sollten eigentlich im Mai 2009 stattfinden, aber am 25. April 2008 verkündete Shaun Woodward, Minister für Nordirland, dass die Wahlen auf 2011 verschoben seien. Die ersten Wahlen fanden dann tatsächlich am 22. Mai 2014 statt.